# Scheermühle (Ansbach)

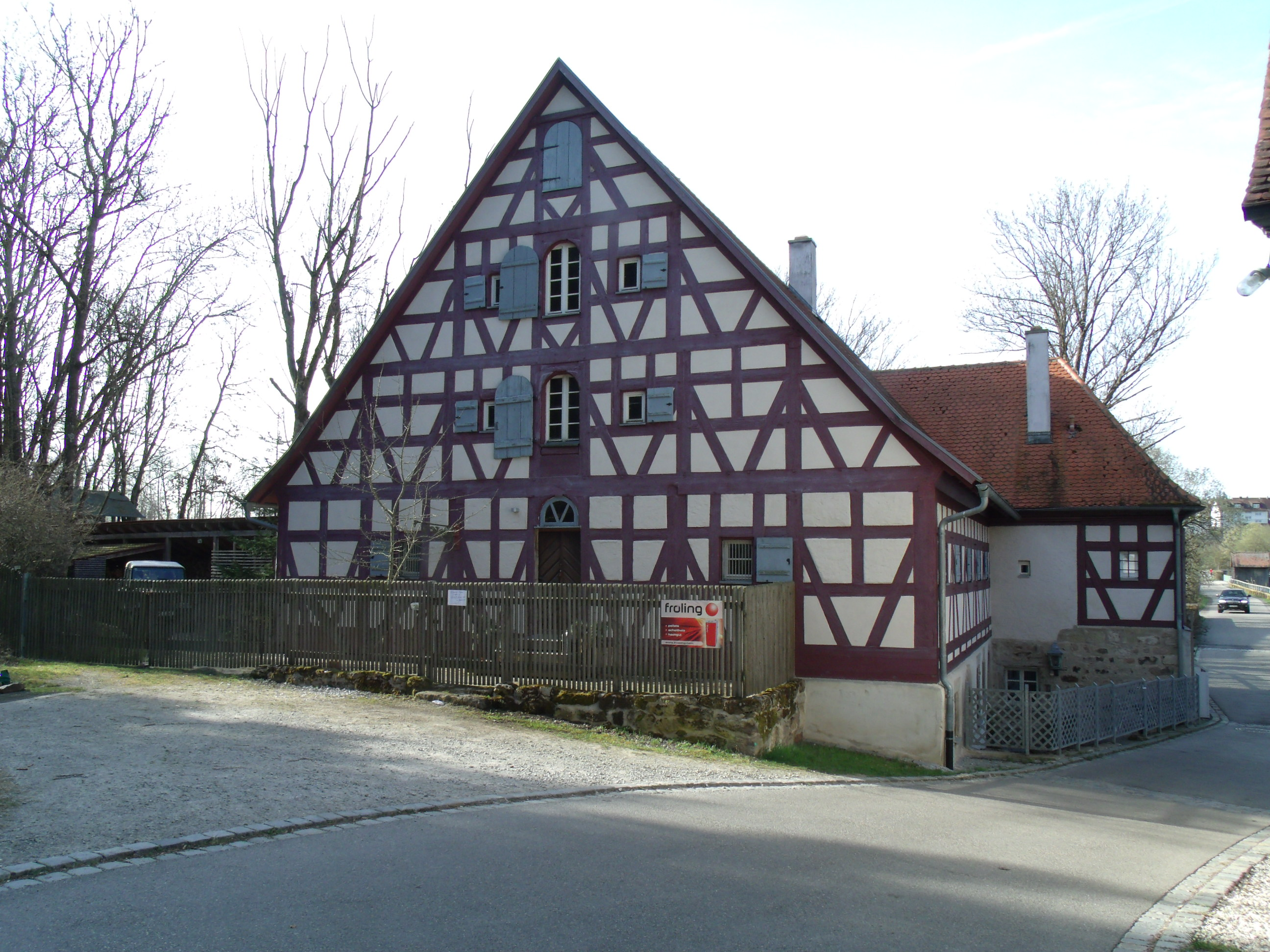
Scheermühle

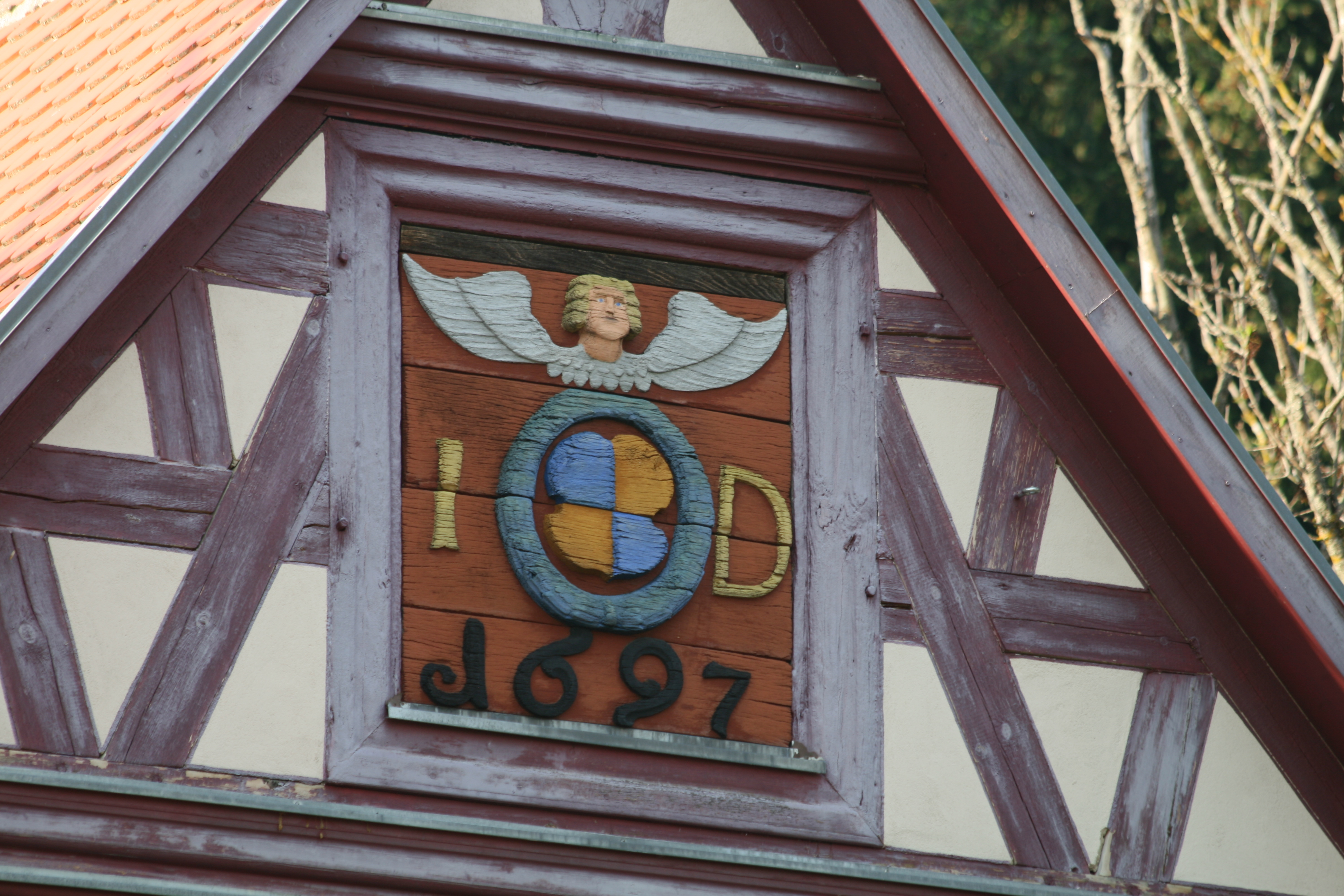
Wappen am Giebel der Scheermühle

Scheermühle (fränkisch: Schährmil) ist ein Gemeindeteil der kreisfreien Stadt Ansbach (Mittelfranken, Bayern). Scheermühle liegt in der Gemarkung Schalkhausen.

## Geografie
Die Einöde liegt in der Nähe des Scheerweihers am Onolzbach. Der Scheerweiher ist als Naturschutzgebiet (Scheerweihergebiet bei Schalkhausen) ausgezeichnet. 0,5 km nordöstlich erhebt sich der Bocksberg (480 m ü. NHN). Eine Gemeindeverbindungsstraße führt nach Steinersdorf (1,4 km nördlich) bzw. nach Schalkhausen zur Staatsstraße 2246 (0,3 km südlich).

## Geschichte
Der Ort wurde in der zweiten Hälfte des 14. Jahrhunderts als „Mulner an dem Scherchten-weier“ erstmals urkundlich erwähnt. Der Weiher selbst hat seinen Namen auf Grund seiner scherenförmigen Gestalt erhalten.
Das jetzige Gebäude wurde wohl noch im 17. Jahrhundert errichtet, worauf ein hölzernes Wappen im Giebel eines der Fachwerkhäuser hinweist, das mit 1697 bezeichnet ist. Auf dem Wappen hält eine Engelsbüste ein brandenburgisches Wappen. Die Mühle ist schon seit einigen Jahrzehnten nicht mehr in Betrieb.
Gegen Ende des 18. Jahrhunderts gehörte Scheermühle zur Realgemeinde Schalkhausen. Die Mühle hatte das brandenburg-ansbachische Hofkastenamt Ansbach als Grundherrn. Unter der preußischen Verwaltung (1792–1806) des Fürstentums Ansbach erhielt die Scheermühle die Hausnummer 22 des Ortes Schalkhausen. Von 1797 bis 1808 unterstand der Ort dem Justiz- und Kammeramt Ansbach.
Im Rahmen des Gemeindeedikts wurde die Scheermühle dem 1808 gebildeten Steuerdistrikt Schalkhausen und der 1811 gegründeten Ruralgemeinde Schalkhausen zugeordnet. Diese wurde am 1. Juli 1972 im Zuge der Gebietsreform in Bayern in die Stadt Ansbach eingegliedert.

### Baudenkmal
- Ehemalige Wassermühle: Im Giebel eines Fachwerkhauses eine das brandenburgische Wappen haltende Engelsbüste aus Holz, bezeichnet „1697“[13]

### Einwohnerentwicklung
| Jahr      | 001818 | 001840 | 001861 | 001871 | 001885 | 001900 | 001925 | 001950 | 001961 | 001970 | 001987 |
| Einwohner | 8      | 12     | *      | 12     | 11     | 8      | 7      | 6      | 2      | 1      | 1      |
| Häuser    | 1      | 1      |        |        | 1      | 2      | 1      | 1      | 1      |        | 1      |
| Quelle    | [ 15 ] | [ 16 ] | [ 17 ] | [ 18 ] | [ 19 ] | [ 20 ] | [ 21 ] | [ 22 ] | [ 23 ] | [ 24 ] | [ 1 ]  |

## Religion
Der Ort ist seit der Reformation evangelisch-lutherisch geprägt und bis heute nach St. Nikolaus (Schalkhausen) gepfarrt. Die Einwohner römisch-katholischer Konfession sind nach St. Ludwig (Ansbach) gepfarrt.